# L'Enlèvement de tante Ursule
L'Enlèvement de tante Ursule est un film muet français réalisé par Louis Feuillade, sorti en 1911.

## Fiche technique
- Titre : L'Enlèvement de tante Ursule
- Réalisation et scénario : Louis Feuillade
- Société de production : Société des Établissements L. Gaumont
- Pays d'origine :  France
- Langue : film muet avec les intertitres  en français, en anglais américain
- Format :
- Métrage :
- Genre :
- Durée :
- Dates de sortie :
  -  France : 1911